# Theodosii Spassov
Theodosii Spassov est un musicien bulgare de jazz, joueur de kaval né le 4 mars 1961 à Isperih, Bulgarie.
Il a effectué son apprentissage du kaval à l'école de musique de Kotel, puis à l'académie de musique et de danse de Plovdiv.
Il collabore avec des musiciens de jazz et compose de la musique de film.

## Prix
- 1994 : Prix Spécial du Festival de la Flûte – Détroit
- 1996 : Prix de l’Académie Internationale des Arts – Paris
- 1997 et 2002 :  Musicien de l’Année, Gala National de Musique
- 2001 : Apollo Toxophoros pour une Contribution Exceptionnelle à la Musique Bulgare
- 2006 : Meilleur Compositeur de musiques de Film, Centre National du Film
- 2007 : Artiste du Salon des Arts